# JavaScript
A JavaScript programozási nyelv egy objektumorientált, prototípus-alapú szkriptnyelv, amelyet weboldalakon elterjedten használnak. Ebből fejlődött ki a TypeScript, ami a JavaScript típusos változatának tekinthető.

## Története

### Elkészülése a Netscape-nél
Eredetileg Brendan Eich, a Netscape Communications mérnöke fejlesztette ki; neve először Mocha, majd LiveScript volt, később „JavaScript” nevet kapott, és szintaxisa közelebb került a Sun Microsystems Java programozási nyelvéhez. A JavaScriptet először 1997–99 között szabványosította az ECMA „ECMAScript” néven. A jelenleg is érvényes szabvány az ECMA-262 Edition 3 (1999. december), ami a JavaScript 1.5-nek felel meg. Ez a szabvány egyben ISO szabvány is.

### A Microsoft általi átvétele
A Microsoft 1995-ben kifejlesztette az Internet Explorert, ami a Netscape-pel való böngészőháborúhoz vezetett. A Microsoft a Netscape Navigator JavaScript-feldolgozójának forráskódja segítségével létrehozta a sajátját, a JScriptet.
A JScript először 1996-ban jelent meg a CSS kezdeti támogatása és a HTML néhány kiegészítése mellett. E megvalósítások merőben különböztek a Navigatorban alkalmazottaktól, ami megnehezítette a fejlesztőknek, hogy a weblapjaik mindkét webböngészőben jól működjenek, és ami a „Netscape-en működik legjobban” és „Internet Exploreren működik legjobban” széles körű használatához vezetett sok éven át.

### A JScript felemelkedése
1996 novemberében a Netscape elküldte a JavaScriptet az ECMA International-nek, ami a sztenderddé válás kiindulópontja. Ez vezetett 1997 júniusában az első ECMAScript nyelv hivatalos kiadásához.
A sztenderdizációs folyamat néhány évig folytatódott, közben az ECMAScript 2 1998 júniusában, az ECMAScript 3 1999 decemberében lett kiadva. Az ECMAScript 4-en a munka 2000 decemberében kezdődött.
Közben a Microsoft egyre dominánsabb lett a böngészőpiacon. A 2000-es évek elejére az Internet Explorer részesedése elérte a 95%-ot. Ez azt jelenti, hogy a JScript tulajdonképp sztenderddé vált a weben.
A Microsoft eleinte részt vett a sztenderdizációban, s néhány tervezetet is megvalósított, de végül megszűnt közreműködni.

## Szerkesztés, előállítás
A JavaScript kód vagy a HTML fájlban, vagy külön (jellemzően .js kiterjesztésű) szövegfájlban van. Ezek a fájlok tetszőleges szövegszerkesztő (nem dokumentumszerkesztő) programmal szerkeszthetőek.

## Futási környezete
A JavaScript esetében a futási környezet jellemzően egy webböngésző, illetve annak JavaScript-motorja.
JavaScript alkalmazások futtathatók továbbá a böngészőn kívül is, Node.js vagy Deno segítségével, melyek Windows, macOS és Linux alapú operációs rendszerekkel is kompatibilisek.
JavaScript programok Windows alapú környezetben futtathatók továbbá a wscript.exe és a cscript.exe segítségével is.

## Inkompatibilitások
Bár a nyelvet szabványosították, mégis részben különbözően implementálják a JavaScriptet a különböző böngészők.

## Adattípusok
Alaptípusok:
- Elemi típusok:
  - boolean (logikai érték, értéke igaz vagy hamis)
  - null (érték hiányát jelzi)
  - undefined (egy meghatározatlan érték)
  - number (szám, lehet egész és lebegőpontos is). Léteznek különleges értékek is, mint a NaN (Not a Number, azaz: Nem szám) érték, amit akkor használ a nyelv, ha értelmezhetetlen a matematikai művelet eredménye, például 0/0. Lehet még pozitív, vagy negatív végtelen, vagy szintén pozitív/negatív 0 érték. A JavaScript különbséget tesz a két 0 között.
  - BigInt (tetszőleges pontosságú egész szám)
  - string (karakterlánc)
  - symbol (egy olyan speciális típus, aminek két példánya soha nem egyenlő)
- object (objektum, minden összetett típus ebbe tartozik)

### Szintaxis
Az undefined és a symbol kivételével minden elemi típusnak, valamint néhány objektumtípusnak van saját szintaxisa:
- Elemi típusok:
  - boolean: a két lehetséges értéke true és false.
  - null: az egyetlen lehetséges értéke null.
  - Egész number, BigInt: decimális (pl. 28), oktális (pl. 034 vagy 0o34 – BigIntnél nem hagyható el az o), hexadecimális (pl. 0x1c) vagy bináris (pl. 0b11100) szám, BigInt esetében n utótaggal (pl. 9007199254740992n vagy 0x20000000000000n). A számrendszert jelző o, x, illetve b, valamint a hexadecimális számok 9-nél a–f számjegyei lehetnek kis- és nagybetűsek is, a BigIntek n utótagja viszont mindig kisbetűs.
  - Törtrésszel is rendelkező number: decimális szám, a tizedes elválasztó a pont, írható normálalakhoz hasonló formában (de a normálalaktól eltérően a mantisszának nem kell 1 és 10 közötti abszolút értékűnek lennie), pl. 3.14 vagy 6e23.
  - string: lásd lentebb.
- Objektumtípusok:
  - Object (általános objektum): { név1: érték1, név2: érték }, pl. { név: 'Wikipédia', mottó: 'A szabad enciklopédia' }.
  - Array (tömb, több különböző adattípust is tartalmazhat): [ elem1, elem2 ], pl. [ 'pi', 3.14 ].
  - RegExp (reguláris kifejezés): /regex/.
  - Function (függvény – a függvények is változónak számítanak): pl. function f(x) { return 2*x; } vagy (x) => 2*x.

Az elemi típusok közül az undefined az undefineddal érhető el, ez azonban a nulltól eltérően nem kulcsszó, hanem a globális névtér egy változója, symbol típusú értékek pedig a Symbol() globális névtérbeli függvénnyel hozhatók létre.

#### String
A string típusú adatokat aposztróf ('…'), idézőjel ("…") vagy backtick (`…`) pár közé írjuk. Az első két megoldás teljesen azonos jelentésű, így az éppen nem használt jeleket is tartalmazhatja a szöveg.
```
const
 
a
 
=
 
"Hymnus, a' Magyar nép zivataros századaiból"
;

const
 
b
 
=
 
'Idézőjel: (")'
;

const
 
c
 
=
 
" \" ' "
;

```

ami egyszerűbben:
```
const
 
a
=
"Hymnus, a' Magyar nép zivataros századaiból"
,
 
b
=
'Idézőjel: "'
,
 
c
=
"\"'"
;

```

Az első példában az aposztróf, a másodikban az idézőjel tagja a string adatnak, míg a harmadik példában mind a kettő. A harmadik példában a backslash karakter miatt nincs speciális jelentése az idézőjelnek.

A backtick (`…`) egy sablonstring, ami a normál (aposztrófos vagy idézőjeles) stringektől eltérően tartalmazhat sortöréseket, beágyazhat tetszőleges JavaScript-kifejezéseket, valamint speciális függvények teljesen más jelentést is adhatnak neki. Példák sablonstringekre:
```
const
 
a
 
=
 
`Kedvenc könyvem a(z) 
${
kedvenc
.
cím
}
, amit 
${
kedvenc
.
szerző
}
 írt.`
;

const
 
html
 
=
 
`<!DOCTYPE html>

<html>

    <head>

        <title>Weblap</title>

    </head>

    <body>

        <p>Helló világ!</p>

    </body>

</html>`
;

const
 
feldolgozott
 
=
 
feldolgozó
`Paraméter, ami tartalmazhat 
${
a
}
 és 
${
html
}
 változókat is`
;

```

## Változók
A JavaScript nyelvben minden változót előzetesen deklarálni kell. Ezt függvényszinten a var, blokkszinten a let vagy a const kulcsszóval tudjuk megtenni. Utóbbi használata esetén a változónak nem lehet újból értéket adni (de ha a változó objektumtípusú, akkor az objektum értéke módosítható). Az ECMAScript 6 változat előtt csak a var létezett, azóta a let használata javasolt. Lehet csoportos deklaráció is, amikor vesszővel elválasztva több változót megadunk, és akár értéket is rendelhetünk hozzájuk.

### Globális
A var kulcsszóval deklarált változók az egész függvényben elérhetőek, amelyikben deklarálva lettek (ha függvényen kívül lettek deklarálva, akkor bárhol elérhetők), még a deklaráció előtt is. Használatuk mellőzendő, mivel könnyen okozhatnak nehezen felderíthető hibákat.

### Lokális
Deklarálásuk a let vagy const kulcsszóval történik. Csak a változók deklarálásának helyén, az adott blokkban láthatóak. A blokk kezdete és a deklaráció között nem használhatóak, de elfedik az esetleges azonos nevű, külsőbb blokkban deklarált változót.

### Változók deklarálása
```
//Globális változók

var
 
str
;

var
 
int1
,
 
int2
,
 
int3
;

var
 
a
 
=
 
[],
 
b
,
 
c
 
=
 
d
 
=
 
0
;

var
 
i
 
=
 
1
;

var
 
j
 
=
 
null
;

//Lokális változók

let
 
str
 
=
 
"Lorem ipsum"
;

let
 
str1
,
 
str2
,
 
str3
;

let
 
wheels
 
=
 
2
;

let
 
myObject
 
=
 
{};

let
 
myArr
 
=
 
[
0
,
 
1
,
 
2
,
 
3
];

let
 
isUsed
 
=
 
undefined
;

const
 
height
 
=
 
6
;

height
 
=
 
7
;
 
// HIBA: a height értéke nem módosítható

const
 
üres
;
 
// HIBA: constnál kötelező a kezdeti értékadás

```

A fentiekben többféle deklarációra látunk példát. Fontos megjegyeznünk, hogy értékadás nélkül a változó típusa undefined lesz (kivéve a consttal deklarált változókat, amiknek hiba nem adni értéket). Az ötödik esetben pedig a j változó null értéket kap. A különbség a két fogalom között az, hogy a null úgy viselkedik, mint egy 0 szám érték, a definiálatlan típus pedig egy speciális érték: NaN (Not a Number). A két érték összehasonlítása egyenlőséget mutat minden esetben.
Látható, hogy a deklarációt lehet vegyesen is használni: a egy üres tömb (Array), b értéke undefined, c és d pedig 0.
Arra is van lehetőség, hogy a deklaráló kulcsszót elhagyjuk, viszont ilyenkor az értékadás kötelező, és a változó globálisan elérhető lesz.
A JavaScript nyelv case-sensitive, ami annyit tesz, hogy nem mindegy, hogy kis- vagy nagybetűt használunk. Figyeljünk erre oda, főként ha ezen tekintetben eltérő szabályú keretbe helyezzük a JavaScript kódrészletet, például ASP-be!

## Operátorok

### Az operátorok típusai

#### Aritmetikai operátorok
Összeadás (+)
Az összeadás kétoperandusú művelet. Számokat ad össze,
```
z
=
3
+
4
;
   
// z egyenlő 7-tel

```

és karakterfüzéreket láncol össze.
```
z
=
"3"
+
"4"
;
         
//z egyenlő "34"-gyel

udv
=
"Hel"
+
"lo"
;
   
// az udv megegyezik a "Hello"-val

```

Kivonás (-)
Ha kétoperandusú műveletként használjuk, akkor a kivonás (-) művelettel két számot vonhatunk ki egymásból.
```
x
=
4
-
3
;
   
// x egyenlő 1-gyel

x
=
3
-
4
;
   
// x egyenlő -1-gyel

```

Ha egyoperandusú műveletként használjuk, akkor ez az operátor az értéket az ellentettjére alakítja.
```
x
=
6
;

y
=-
x
;
    
// y egyenlő -6-tal

z
=-
y
;
    
// z jelen esetben megegyezik 6-tal

```

Ha az operátort nem szám típusú értékekkel használjuk, akkor megpróbálja kiszámolni a különbséget olyan módon, hogy szám típusú értékké alakítja őket.
Szorzás (*)
A szorzás (*) kétoperandusú művelet, amelynek segítségével két számot szorozhatunk össze.
```
z
=
2
*
3
;
   
// z egyenlő 6-tal

```

Ha az operátort nem szám típusú értékekkel használjuk, akkor megpróbálja kiszámolni a szorzatot olyan módon, hogy szám típusú értékké alakítja őket.
Osztás (/)
Az osztás (/) olyan kétoperandusú művelet, amely az első operandust elosztja a másodikkal.
```
z
=
6
/
3
;
   
// z egyenlő 2-vel

z
=
3
/
2
;
   
// z egyenlő 1.5-del

```

A nullával való osztás speciális értéket eredményez.
```
z
=
3
/
0
;
   
// z POSITIVE_INFINITY-vel egyenlő

z
=-
3
/
0
;
  
// z NEGATIVE_INFINITY-vel egyenlő

z
=
0
/
0
;
   
// z NaN-nal egyenlő

```

Ha ez operátort nem szám típusú értékekkel használjuk, akkor megpróbálja kiszámolni a hányadost olyan módon, hogy szám típusú értékké alakítja őket.
Maradékos osztás (%)
A maradékos osztást (%) szokás modulo-műveletnek is nevezni. A két operandus osztása során keletkezett maradékot adja vissza.
```
z
=
7
%
2
;
   
// z egyenlő 1-gyel

z
=
6
%
2
;
   
// z egyenlő 0-val

```

Ha az operátort nem szám típusú értékekkel használjuk, akkor megpróbálja kiszámolni a maradékot olyan módon, hogy szám típusú értékké alakítja őket.
Inkrementálás (++)
Az inkrementálás (++) egyoperandusú művelet, amelynek segítségével egy számot lehet inkrementálni, azaz hozzá adni egyet. A művelet lehet pre- és posztinkrement. 
A preinkrement azelőtt végrehajtódik, mielőtt az utasítás további műveletei végrehajtódnának.
```
x
=
5
;

y
=++
x
;
   
// mind az x, mind az y egyenlő 6-tal

```

A posztinkrement azután hajtódik végre, miután az utasítás összes többi művelete végrehajtódott.
```
x
=
5
;

y
=
x
++
;
   
// az x 6-tal, az y 5-tel egyenlő

```

Ha az operátort nem szám típusú értékekkel használjuk, akkor az inkrementálást megpróbálja kiszámolni olyan módon, hogy szám típusú értékké alakítja az operandusokat.
Dekrementálás (--)
A dekrementálás (--) egyoperandusú művelet, amelynek segítségével egy számot lehet dekrementálni, azaz értékéből egyet kivonni. A művelet lehet pre- és posztdekrement.
A predekrement azelőtt végrehajtódik, mielőtt az utasítás további műveletei végrehajtódnának.
```
x
=
5
;

y
=--
x
;
   
// mind az x, mind az y egyenlő 4-gyel

```

A posztdekrement azután hajtódik végre, miután az utasítás összes többi művelete végrehajtódott.
```
x
=
5
;

y
=
x
--
;
   
// az x 4-gyel, az y 5-tel egyenlő

```

Ha az operátort nem szám típusú értékekkel használjuk, akkor az dekrementálást megpróbálja kiszámolni olyan módon, hogy szám típusú értékké alakítja az operandusokat.

#### Logikai operátorok
- logikai és: a && b
- logikai vagy: a || b
- tagadás/negálás: !a
- kisebb mint: <
- nagyobb mint: >
- kisebb egyenlő: <=
- nagyobb egyenlő: >=
- egyenlő: == (értékszintű összehasonlítás)
- nem egyenlő: != (értékszintű összehasonlítás)
- feltételes hármas: ?:
- vessző: ,
- teljesen egyenlő: === (érték és típus szintű összehasonlítás)
- nem teljesen egyenlő: !== (érték és típus szintű összehasonlítás)
- a kettős tagadás nem elemi művelet, gyakran egy érték logikai típusúvá alakítására használják (eredménye true vagy false): !!a

```
alert
(
 
!!
"non-empty string"
 
);
 
// true

alert
(
 
!!
null
 
);
               
// false

```

A különbség az egyenlő (==) és teljesen egyenlő (===) operátorok között az, hogy a fordító az egyenlőség esetén a kiértékelés előtt „kikényszeríti” a hasonlóságot, tehát például: egy numerikus és karakteres 1, ill. "1" érték összehasonlítása egyenlőséget eredményez, míg a teljes egyenlőség vizsgálatánál nem.
Az értéknövelő és -csökkentő operátor a hozzá kapcsolódó értékhez hozzáad, vagy kivon belőle egyet.
```
a
 
=
 
++
a
;

b
 
=
 
a
++
;

```

Ha az operátor elöl áll, akkor előbb történik meg az érték növelése, ha viszont hátul áll az operátor, akkor előbb az értékadás (b = a) valósul meg, és utána mellesleg nő az "a" változó értéke 1-gyel. Hasonlóképpen az értékcsökkentő operátornál.
A feltételes hármas (? :) operátor esetén a kérdőjel előtt egy logikai kifejezés szerepel. Ha a kiértékelés eredménye igaz, akkor a "?" és ":" közötti értéket adja vissza az operátor, ellenkező esetben a ":" utáni értéket.
A bitszintű jobbra eltolás két változata között a különbség az, hogy amíg a ">>" esetén az előjelbit értékét használja az új értékhelyek feltöltésére a bal oldalon, addig a ">>>" operátor esetén mindig 0 értékekkel tölti fel az üres helyeket.
```
a
 
=
 
b
 
>>
 
2
;

b
 
=
 
a
 
>>>
 
2
;

```

A műveletek során a második kifejezésben megadhatjuk, hogy hány értékhellyel tolódjon el a bináris adatsor.
```
x
 
+=
 
y
;

x
 
=
 
x
 
+
 
y
;

```

#### String operátorok
- konkatenáció (összefűzés) c=a+b
- részstring-képzés: stringobjektum.substring(kezdet,hossz)

#### Bitszintű műveletek
- bitszintű negálás: ~
- bitszintű balra eltolás: <<
- bitszintű jobbra eltolás: >>
- előjel nélküli jobbra eltolás: >>>
- bitszintű és: &
- bitszintű kizáró vagy: ^
- bitszintű vagy: |

#### Értékadó operátorok
- értékadás: =
- összetett értékadás: OP= (például: a += 2; c -= 3; d /= 9; stb.)

#### Vegyes operátorok
- törlés: delete
- típus: typeof
- értékadás kiküszöbölése: void
- példánya-e: instanceof
- új: new
- tartalmazás, benne: in

### Típuskényszerítés
A JavaScript esetében könnyű az átmenet a változó típusok között. Ha a feldolgozó kiértékel egy kifejezést, akkor az alábbi szabályok szerint jár el:
| Tevékenység                        | Eredmény                        |
| ---------------------------------- | ------------------------------- |
| szám és szöveg összeadása          | A szám a szövegbe épül          |
| logikai érték és szöveg összeadása | A logikai érték a szövegbe épül |
| szám és logikai érték összeadása   | A logikai érték a számba épül   |

### Műveletek precedenciája
mdc operátori precedencia

### Kivételkezelés
```
try
 
{

.

<
utasítások
>

.

}

catch
(
e
){

..

<
utasítások
>

..

}

```

## A JavaScript alapobjektumai és függvényei
| Megnevezés   | Leírás |
| ------------ | --- |
| Array        | tömb objektum |
| Boolean      | logikai értékeket leíró és azok kezelését szolgáló beépített objektum                                                   |
| Date         | dátumkezelésre szolgáló beépített objektum                                                                              |
| eval()       | JavaScript kód végrehajtása a paraméterként megadott karakterláncból (Biztonsági kockázatot rejtő, veszélyes függvény!) |
| Math         | matematikai függvények használatát biztosító beépített objektum                                                         |
| MimeType     | MIME típusok kezelésre szolgáló beépített objektum                                                                      |
| Number       | számok megvalósítását szolgáló beépített objektum                                                                       |
| parseFloat() | a numerikus értéket képviselő objektumból kinyeri a lebegőpontos számot                                                 |
| parseInt()   | a numerikus értéket képviselő objektumból kinyeri az egész számot                                                       |
| RegExp       | reguláris kifejezések kezelésre szolgáló beépített objektum                                                             |
| String       | sztringek megvalósítását és kezelését szolgáló beépített objektum                                                       |
| BigInt       | nagy egészek tárolására alkalmas adattípus                                                                              |

### Math.
| Kód                     | Leirás                                                      |
| ----------------------- | ----------------------------------------------------------- |
| Math.abs(x)             | Visszatér a szám abszolút értékével                         |
| Math.acos(x)            | Visszatér a szám arkusz koszinuszával (radián)              |
| Math.asin(x)            | Visszatér a szám arkusz szinuszával (radián)                |
| Math.atan(x)            | Visszatér a szám arkusz tangensével (radián)                |
| Math.cbrt(x)            | Visszatér a szám köbgyökével                                |
| Math.ceil(x)            | Visszatér a nem egész szám felfelé kerekített értékével     |
| Math.cos(x)             | Visszatér a szám koszinuszával (radián)                     |
| Math.E                  | Visszatér az 'e' számmal (kb. 2,71)                         |
| Math.floor(x)           | Visszatér a nem egész szám felfelé kerekített értékével     |
| Math.LN2                | Visszatér a 2 'e' alapú logaritmusával                      |
| Math.LN10               | Visszatér a 10 'e' alapú logaritmusával                     |
| Math.log(x)             | Visszatér a szám 'e' alapú logaritmusával                   |
| Math.max(x, y, z, ...)  | Visszatér a legnagyobb számmal                              |
| Math.min(x, y, z,.....) | Visszatér a legkisebb számmal                               |
| Math.PI                 | Visszatér a 'pi' számmal (kb. 3,14)                         |
| Math.pow(x, y)          | Visszatér a szám hatványával 'x' az alap és az 'y' a kitevő |
| Math.random()           | Visszatér egy random számmal 0 és 1 között                  |
| Math.round(x)           | Visszatér a nem egész szám kerekített értékével             |
| Math.sin(x)             | Visszatér a szám szinuszával (radián)                       |
| Math.sqrt(x)            | Visszatér a szám négyzetgyökével                            |
| Math.tan(x)             | Visszatér a szám tangensével (radián)                       |

## JavaScript események

### Az oldal egészére vonatkozó események
| Esemény | Eseménykezelő | Bekövetkezése                                                                             |
| ------- | ------------- | ----------------------------------------------------------------------------------------- |
| Load    | onLoad        | Az oldal minden objektuma letöltődése után                                                |
| Resize  | onResize      | Dokumentum átméretezésekor                                                                |
| Scroll  | onScroll      | Dokumentum görgetésekor                                                                   |
| Unload  | onUnload      | Dokumentum eltávolítása esetén ablakból vagy frame-ből. Érvényes BODY, FRAMESET elemekre. |

### Egéresemények
| Esemény   | Eseménykezelő | Bekövetkezése                                     | Menete | Érvényes          |
| --------- | ------------- | ------------------------------------------------- | --- | ----------------- |
| Click     | onClick       | Az adott elemre való egérkattintáskor             | MouseDown > MouseUp > Click (Többszörös kattintásnál a detail attribútum értéke minden kattintásnál megnövekszik eggyel.) | A legtöbb elemre. |
| MouseDown | onMouseDown   | Egérgomb lenyomása az adott elem felett           | - | A legtöbb elemre. |
| MouseUp   | onMouseUp     | Egérgomb felengedése az adott elem felett         | - | A legtöbb elemre. |
| MouseOver | onMouseOver   | Az egérkurzor az adott elem fölé kerülése esetén. | - | A legtöbb elemre. |
| MouseMove | onMouseMove   | Az egérkurzor mozog az adott elem fölött.         | - | A legtöbb elemre. |
| MouseOut  | onMouseout    | Az egérkurzor az adott elemet elhagyja.           | - | A legtöbb elemre. |

### Formokra vonatkozó események
- Blur
  - Eseménykezelő neve: onBlur
  - Bekövetkezése: amikor az adott elem elveszti a "fókuszt".
  - Érvényes: LABEL, INPUT, SELECT, TEXTAREA, és BUTTON elemekre.
- Change
  - Eseménykezelő neve: onChange
  - Bekövetkezése: amikor az adott elem elveszti a beviteli fókuszt, és változás következett be a tartalmában azóta, hogy rákerült a fókusz.
  - Érvényes: INPUT, SELECT, és TEXTAREA elemekre.
- Focus
  - Eseménykezelő neve: onFocus
  - Bekövetkezése: amikor az adott elem aktívvá válik, vagy az egér, vagy a billentyűzet segítségével (TAB).
  - Érvényes: LABEL, INPUT, SELECT, TEXTAREA, és BUTTON elemekre.
- Reset
  - Eseménykezelő neve: onReset
  - Bekövetkezése: amikor FORM reset következik be.
  - Érvényes: Csak FORM elemre.
- Select
  - Eseménykezelő neve: onSelect
  - Bekövetkezése: amikor a felhasználó szöveget jelöl ki szöveges (text) mezőben.
  - Érvényes: INPUT, TEXTAREA elemekre.
- Submit
  - Eseménykezelő neve: onSubmit
  - Bekövetkezése: amikor a FORM adatokat elküldenek. (submit).
  - Érvényes: Csak FORM elemre.

### Objektumszintű események
- Abort
  - Eseménykezelő neve: onAbort
  - Bekövetkezése: amikor egy képletöltést megszakítanak.
  - Érvényes: objektum elemekre.
- Error
  - Eseménykezelő neve: onError
  - Bekövetkezése: Amikor egy kép nem töltődik le teljesen vagy hiba keletkezik a script futása közben.
  - Érvényes: OBJEKTUM, BODY, FRAMESET elemekre.

## JavaScript és HTML kapcsolata

### Az abszlút minimum
JavaScript és HTML együttes használatával könnyedén készíthetők egyszerű kalkuláror-programok. Az ilyen kalkulátorok egy HTML-ben megírt űrlapon (FORM) keresztül kérik be és írják ki az adatokat (INPUT), a  matematikai számításokat pedig JavaScript-ben megírt függvényekkel végezhetjük el. A megfelelő nyomógomb (BUTTON) lenyomásának hatására pedig lefut a megfelelő függvény (function).

Az alábbi egyszerű html dokumentum ezt a kapcsolatot mutatja be. minimum.html néven elmentve, és böngészővel megnyitva egy egyszerű kalkulátort kapunk:
```
<
HTML
>

<
BODY
>

<
SCRIPT
>

	
function
 
osszead
(){

		
document
.
alapmuveletek
.
c
.
value
 
=
 
parseInt
(
document
.
alapmuveletek
.
a
.
value
)
 
+
 
parseInt
(
document
.
alapmuveletek
.
b
.
value
);

	
}

	
function
 
kivon
(){

		
document
.
alapmuveletek
.
c
.
value
 
=
 
parseInt
(
document
.
alapmuveletek
.
a
.
value
)
 
-
 
parseInt
(
document
.
alapmuveletek
.
b
.
value
);

	
}

	
function
 
szoroz
(){

		
document
.
alapmuveletek
.
c
.
value
 
=
 
parseInt
(
document
.
alapmuveletek
.
a
.
value
)
 
*
 
parseInt
(
document
.
alapmuveletek
.
b
.
value
);

	
}

	

	
function
 
oszt
(){

		
document
.
alapmuveletek
.
c
.
value
 
=
 
parseFloat
(
document
.
alapmuveletek
.
a
.
value
)
 
/
 
parseFloat
(
document
.
alapmuveletek
.
b
.
value
);

	
}

<
/SCRIPT>

<
BODY
>

<
FORM
 
NAME
=
"alapmuveletek"
>

b
=<
INPUT
 
TYPE
=
"TEXT"
 
NAME
=
"a"
><
/INPUT><BR>

a
=<
INPUT
 
TYPE
=
"TEXT"
 
NAME
=
"b"
><
/INPUT><BR>

<
BUTTON
 
TYPE
=
"BUTTON"
 
onclick
=
"osszead()"
>
a
+
b
<
/BUTTON>

<
BUTTON
 
TYPE
=
"BUTTON"
 
onclick
=
"kivon()"
>
a
-
b
<
/BUTTON>

<
BUTTON
 
TYPE
=
"BUTTON"
 
onclick
=
"szoroz()"
>
a
*
b
<
/BUTTON>

<
BUTTON
 
TYPE
=
"BUTTON"
 
onclick
=
"oszt()"
>
a
/
b
<
/BUTTON>

<
BR
>
c
=<
INPUT
 
TYPE
=
"TEXT"
 
NAME
=
"c"
>

<
/BODY>

<
/HTML>

```

Az input értéke (.value) karakterlánc formátumú, amit a matematikai művelethez át kell konvertálnunk számmá. Ha egész számmá akarjuk alakítani, ezt megtehetjük a parseInt() függvénnyel. Ha tört számokkal szeretnénk dolgozni, akkor pedig a parseFloat() függvényt használhatjuk.